# Xacobeo Galicia
Xacobeo-Galicia was een wielerploeg uit Spanje. Xacobeo-Galicia is een van de deelnemers aan de continentale circuits, georganiseerd door de UCI. Tot 26 augustus 2008 heette de ploeg Karpin-Galicia.
Karpin-Galicia werd opgericht begin 2007, nadat vier van de negen professionele Spaanse profploegen uit de sport waren gestapt. Een aantal van de renners die hierdoor geen werkgever meer hadden, kwam bij Karpin–Galicia terecht. Rodrigo Rodriguez is de manager van het team. De ploegleiding is in handen van Álvaro Pino, Jesús Blanco Villar en José Angel Vidal. In 2009 won het team het ploegenklassement van de Ronde van Spanje.

## Grote rondes
| Jaar | Ronde van Italië     | Ronde van Italië | Ronde van Frankrijk | Ronde van Frankrijk | Ronde van Spanje                                          | Ronde van Spanje        |
| Jaar | hoogste klassering   | etappewinst      | hoogste klassering  | etappewinst         | hoogste klassering                                        | etappewinst             |
| ---- | -------------------- | ---------------- | ------------------- | ------------------- | --------------------------------------------------------- | ----------------------- |
| 2007 | geen deelname        | geen deelname    | geen deelname       | geen deelname       | 5e Ezequiel Mosquera                                      |                         |
| 2008 | geen deelname        | geen deelname    | geen deelname       | geen deelname       | 4e Ezequiel Mosquera                                      | 15e David García        |
| 2009 | 23e Edoeard Vorganov |                  | geen deelname       | geen deelname       | 5e Ezequiel Mosquera                                      | 9e Gustavo César Veloso |
| 2010 | geen deelname        | geen deelname    | geen deelname       | geen deelname       | 2e Ezequiel Mosquera 11e David García 30e Gonzalo Rubañal | 20e Ezequiel Mosquera   |